# Belagerungsgerät

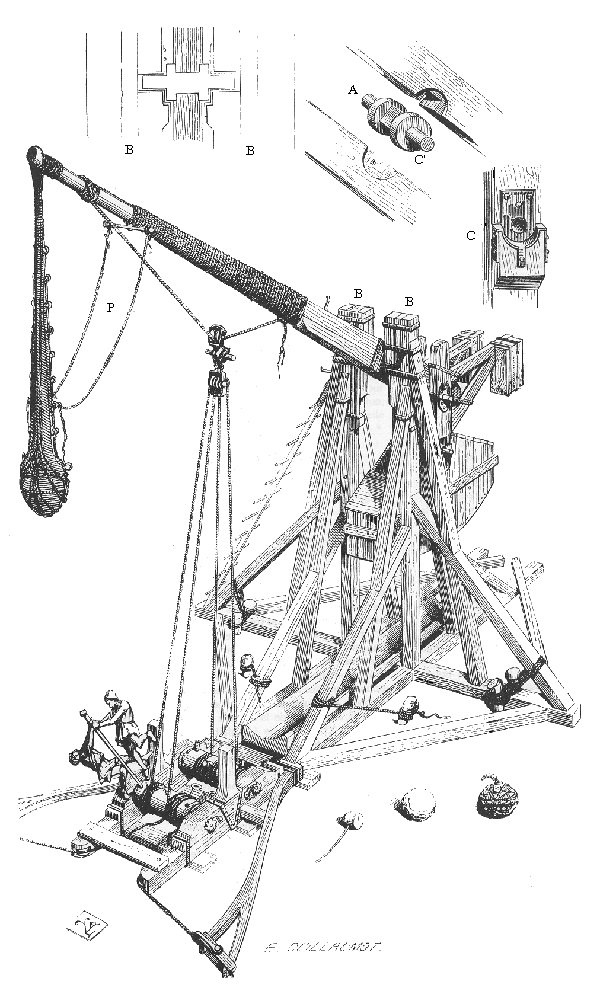
Blide aus dem 12. Jahrhundert

Belagerungsgeräte, im historischen Sprachgebrauch auch mit dem Sammelbegriff Antwerk bezeichnet, umfassen Hilfsmittel zur Erstürmung und Maschinen zur Zerstörung oder Schwächung einer Befestigung während einer Belagerung.

## Beschreibung
Seitdem Menschen sich in Befestigungen verstecken oder sich daraus verteidigen, fanden Angreifer Mittel und Wege, die Befestigung des Verteidigers zu zerstören oder zu überwinden.
Belagerungsmaschinen reichten von primitiven Konstruktionen wie Leitern und Rammen, die vor Ort hergestellt wurden und oft nur Belagerungsgerätschaften waren, bis hin zu komplizierten Apparaten und Maschinen, die von den Belagerern mitgeführt wurden.
Konstrukte zur Zerstörung oder Schwächung einer Befestigung sind:
- Rammbock
- Mauerbohrer
- Katapult
  - Balliste
  - Blide (fz. Trébuchet)
  - Onager
- Bogenartillerie
  - Shoushe-Nu, Chuangzi-Nu (China) oder Kaman-i-Gav (Persien)
  - Oxybeles
  - Balliste
  - Rutte
- Kanone
- Flammenwerfer
- Petarde
- Standarmbrust

Konstrukte zur Erstürmung einer Befestigung sind:
- Belagerungsturm
  - Helepolis (antike Variante eines Belagerungsturms)
- Katze
- Faschine
- Sturmleiter
- Tonnelon

Zum Verlauf einer Belagerung und weiteren Möglichkeiten zur Erstürmung von Befestigungen siehe ebendort.